# Vanessa Hudgens
Vanessa Anne Hudgens (n. 14 decembrie 1988, Salinas, California, SUA) este o cântăreață și actriță americană. Și-a făcut debutul în 2003 și a apărut în filmele Thirteen și Thunderbirds. Cel mai mare succes al ei l-a reprezentat participarea în filmele High School Musical. Hudgens a început și o carieră muzicală, lansând un album, intitulat V în 2006. Cel de-al doilea album, Identified a fost lansat pe 1 iunie 2008 și s-a bucurat de mai mult succes comercial. În afară de High School Musical, Hudgens a apărut în mai multe filme și seriale Disney Channel.
De la lansarea albumelor ei și a francizei High School Musical, Vanessa s-a concentrat pe cariera ei în actorie. A apărut în filmele Bandslam (2009), Beastly (2011), Sucker Punch (2011), Journey 2: The Mysterious Island (2012), Spring Breakers (2013) și Machete Kills (2013). De asemenea, a primit rolul principal în musicalul Gigi de pe Broadway, în 2015 și rolul lui Rizzo în Grease: Live în 2016.  

## Biografie
Hudgens s-a născut în Salinas, California, Statele Unite. Este fiica Ginei Guangco și a lui Greg Hudgens. Are o soră mai mică, Stella Hudgens. Tatăl său este un american-irlandez cu descendență amerindiană, iar mama sa a crescut în Manila, Filipine și are descendență filipineză. A studiat acasă după ce a terminat liceul Orange County High School of Arts.

## Cariera

### 2003 - 2007: Debutul și succesulHSM
Și-a început cariera la 8 ani și a apărut în piese de teatru muzicale ca și cântăreață dar și în producții locale precum: Carousel, Vrăjitorul din Oz, Regele și eu, etc. Primul rol într-o producție cinematografică l-a obținut în filmul Thirteen, interpretând un personaj numit Noel. În 2004 a apărut în mai puțin aclamatul Thunderbirds, interpretând-o pe Tintin. S-a mutat în Los Angeles după ce a câștigat audiția pentru Old Navy în 2005. Înainte de a obține succesul cu High School Musical, aparițiile ei au inclus personaje episodice în Quintuplets, Still Standing, The Brothers Garcia și The Suite Life on Zack and Cody.
Rolul datorită căruia a devenit o cunoscută este cel din seria de filme High School Musical, produs de Disney Channel, unde a interpretat-o pe Gabriella Montez. Contribuțiile lor pentru coloana sonoră a filmului includ „Breaking Free”, „What I've been looking for(Reprise)”, „When There was Me and You”, „Start of Something New”, „Breaking Free” și „We're All in this Together”. Toate cântecele s-au clasat în Billboard Hot 100, cel mai de succes fiind „Breaking Free” ce s-a clasat în top 5. După acest film, Hudgens a început să se concentreze pe o carieră muzicală, semnând un contract cu Hollywood Records în 2006 pentru a începe o carieră solo. Albumul său de debut numit V, a fost lansat în septembrie 2006 și a debutat pe locul 24 în cadrul Billboard 200 cu 34.000 copii vândute în prima săptămână. Primul single, „Came Back to Me”, a devenit cel mai bine clasat cântec al ei. Videoclipul oficial al celui de-al doilea cântec de pe album, „Say OK” a fost difuzat la premierea flimului Jump In!. În august 2007, Hudgens a câștigat la categoria „Choice Breakout Singer” la premiile Teen Choice Awards, în același an apărând în High School Musical 2.

### În 2008...

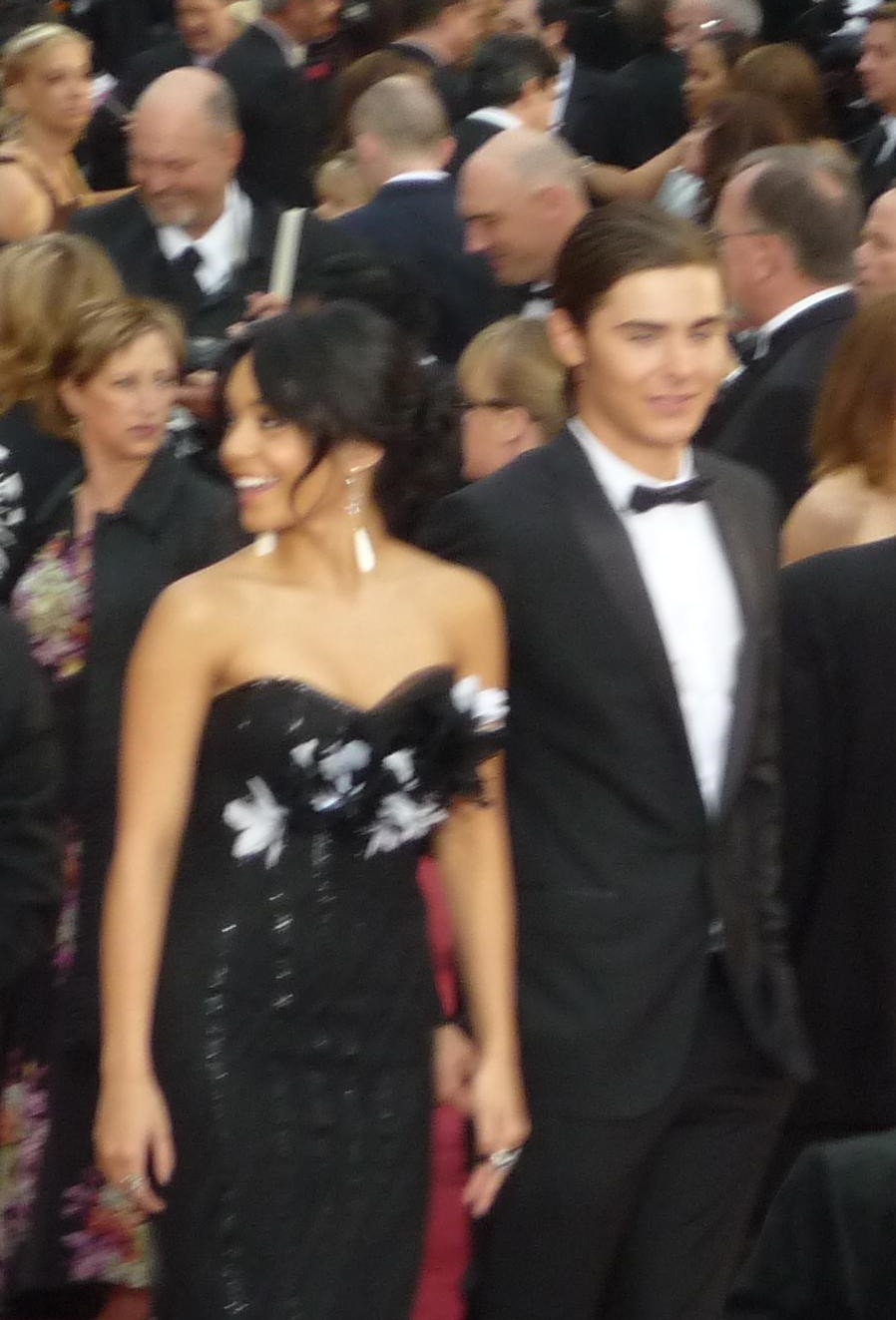
Hugens și Efron în ianuarie 2009.

Pe 3 mai 2008 a început filmările pentru High School Musical 3: Senior Year, produs de Walt Disney Pictures, care a avut premierea în cinematografe pe 24 octombrie 2008, având un mare succes. Pe 11 ianuarie 2008 s-a anunțat că Vanessa va juca în comedia Bandslam unde interpretează o fată de 15 ani numită Sam, care, împreună cu o fată mai populară decât ea, împarte o mare iubire pentru muzică.
Cel de-al doilea album al său, Identified a fost lansat pe 1 iunie 2008 și are ritmuri pop și R&B. A debutat în Billboard 200 pe poziția 23, cu 22.000 copii vândute. Pe 11 aprilie 2008 Radio Disney a difuzat primul cântec de pe album,  intitulat „Sneakernight”. Videoclipul a fost lansat pe 13 iunie 2008.

## Viața personală
Hudgens a confirmat pentru revista Teen Magazine în octombrie 2007 că iese cu Zac Efron. Pe 6 septembrie 2006 au fost distribuite pe internet diferite poze în lenjerie intimă și nud pe care ea le-a făcut pentru a-l impresiona pe iubitul său, Zac Efron. Impresarul ei a spus că pozele au fost făcute în privat și că din nefericire au fost publicate. Vanessa a declarat în public că îi pare rău că a făcut acele poze și se simte rușinată de cele întâmplate. Disney Channel a spus că Hudgens și-a cerut scuze pentru ceea ce a fost, iar acele poze nu trebuie să îi afecteze cariera.

## Filmografie selectivă
- High School Musical, 2006
- High School Musical 2, 2007
- Sucker Punch, 2011